# 阿迪力·居努斯
阿迪力·居努斯（‎；1963年5月15日—），男，柯尔克孜族，新疆伊宁市人，吉尔吉斯斯坦最高议会议员，商人，共和国-故乡党成员。

## 生平
居努斯生于中国新疆维吾尔自治区伊宁市，柯尔克孜族，父母为伊犁畜牧兽医学校教师，1982年毕业于伊宁市第五中学，1987年毕业于新疆大学地理系，1987年至1991年在中国科学院新疆生态与地理研究所工作。1991年移居吉尔吉斯斯坦，期间担任吉尔吉斯华人华侨联合会副会长，2001年获得吉尔吉斯斯坦国籍。1993年至1994年在比什凯克人文语言学院教授汉语。1995年至2015年从商。2016年当选第六届最高议会议员，担任吉中友好合作小组副组长。

## 观点
2019年1月，针对新疆再教育营问题，居努斯接受《丝路新观察》採訪時表示“新疆职业技能教育培训中心”（再教育營）是去除极端化的一个巧妙方法。他認為，培训中心通过教授学员学习国家通用语言文字、法律知识和工作技能，帮助那些受到极端主义思想影响以及有轻微违法犯罪行为的人员转变了思想，重归正常社会生活，有效地防治了三股势力渗透和极端思想蔓延。

## 家庭
全家在中国生活，弟弟阿斯卡尔·居努斯正在再教育营接受“培训”。